# Juicio a Iván Simonovis
El juicio a Iván Simonovis se refiere al proceso judicial en Venezuela contra Iván Simonovis, exjefe de la seguridad ciudadana de la Alcaldía Mayor de Caracas, los comisarios de Henry Vivas y Lázaro Forero y cinco otros funcionarios de la Policía Metropolitana de Caracas acusados de ser responsables de los Sucesos de Puente Llaguno ocurridos el 11 de abril de 2002 en Caracas, donde murieron 19 personas y resultaron en 127 heridos.
Durante el juicio se realizaron 235 audiencias, se presentaron 265 experticias, 5 700 fotos y 20 videos y declararon tanto 198 testigos como 48 expertos. Habiendo durado tres años y cuatro meses, es el juicio más largo en la historia de Venezuela.

## Sentencia
Iván Simonovis, Henry Vivas y Lázaro Forero fueron condenados a treinta años de presidio, declarados culpables de los delitos de:
1. Cómplice necesario de la comisión del delito de homicidio calificado en perjuicio de dos personas: Ruby Alfonso Urbano Duque y Erasmo Enrique Sánchez
2. Cómplice necesario en el delito de homicidio calificado frustrado en perjuicio de diez personas:

1. Cómplice necesario en el delito de lesiones personales graves en complicidad respectiva en perjuicio de cinco personas:

1. Cómplice necesario en el delito de lesiones personales leves en perjuicio de siete personas:

## Irregularidades
Según la ONG Foro Penal, la Fiscalía General abrió 79 investigaciones penales por los eventos del 11 de abril de 2002, de las cuales muchas no tenían que ver con los Sucesos de Puente Llaguno, como es atestiguado por informes presentados por el representante del gobierno ante la Comisión Interamericana de Derechos Humanos.
Todos los planteamientos jurídicos argumentados por la defensa a lo largo del juicio fueron negados por todos los tribunales de control y de juicio, por la Corte de Apelaciones y por el Tribunal Supremo de Justicia, incluso desconociendo precedentes judiciales y jurisprudencia favorable a los acusados en casos similares, pero la mayoría de las peticiones y solicitudes formuladas por el Ministerio Público fueron declaradas con lugar, causando desequilibrio procesal y demostrando falta de imparcialidad.
Domingo Chávez, jefe del equipo multidisciplinario que se encargó de la investigación de los Sucesos de Puente Llaguno y subcomisionario del CICPC, declaró durante el juicio que durante la investigación no se encontraron pruebas que demostraran que Simonovis impartió órdenes de dispararle a personas, de suministrar armas o de comandar a personal de la Policía Metropolitana, hechos imputados durante la acusación. Sin embargo, Iván Simonovis, Henry Vivas y Lázaro Forero fueron condenados como "cómplices necesarios". Simonovis, Rivas y Forero fueron condenados como cómplices necesarios de homicidio calificado frustrado de Tony José Velasquez y por las lesiones graves de Francisco José Abad Mora y Edgar Manuel Velásquez Pino a pesar de que los funcionarios de la Policía Metropolitana acusados de ser autores materiales fueron absueltos de estos delitos. Los funcionarios Erasmo Bolívar, Julio Rodríguez, Héctor Rovain y Luis Molina Cerrada fueron absueltos por las lesiones leves de Daniel Triviño Colina, pero Simonovis, Rivas y Forero también fueron condenados por dichas lesiones.
Ninguno de los testigos o expertos que testificaron en el juicio atribuyeron responsabilidades individuales a ninguno de los funcionario policiales acusados, y las pruebas técnicas y criminalísticas evacuadas demostraron científicamente que ninguna de las armas portada por los funcionarios de la Policía Metropolitana causó muerte o lesión alguno. Además, no se probó técnicamente que dichas armas hubiesen sido disparadas por los funcionarios dado que el Ministerio Público no promovió pruebas al respecto.

### Ministerio Público y fiscales
- Simonovis fue arrestado sin haber sido citado por la Fiscalía, sin imputación de cargos y sin orden de aprehensión. La orden fue dictada posteriormente al arresto arbitrario por el entonces juez Maikel Moreno, quien anteriormente había defendido a Richard Peñalver, uno de los llamados Pistoleros de Puente Llaguno.
- Se forjaron actas y documentos procesales durante el juicio. Dichas irregularidades fueron denunciadas ante el Tribunal Supremo de Justicia, pero la Sala Penal declaró inadmisible el avocamiento presentado.
- Desproporcionado tiempo de detención provisional.
- Luisa Ortega Díaz, la fiscal que presentó la acusación del caso y después fiscal general, fue la primera en señalar públicamente el 3 de diciembre de 2008 en el canal de televisión estatal Venezolana de Televisión que la amnistía presidencial no procedía para el caso de los policías metropolitanos al ser juzgados por "crímenes de lesa humanidad", cuando la acusación redactada por ella especifica que fueron acusados de delitos ordinarios, homicidio y lesiones.
- Haifa el Aissami, fiscal principal del caso, es hermana del exministro Tareck el Aissami.
- Los testigos, expertos y experticias promovidos por la Fiscalía no ofrecieron aportes sobre la culpabilidad de los acusados
- Cuatro testigos promovidos por la Fiscalía fueron denunciados por la defensa por falso testimonio.
- Excesivo tiempo de duración causado por tácticas dilatorias de los fiscales del Ministerio Público, por la evacuación de decenas de medios probatorios innecesarios o irrelevantes y por horas en interrogatorios intrascendentes de preguntas como "¿Hacía frío o calor? ¿Por qué el pantalón estaba sucio y roto? ¿Por qué le faltaba un botón a la camisa?".

### Resultados
- No puede afirmarse que la evidencia recolectada en la mayoría de las 40 inspecciones oculares corresponde a los hechos ocurridos el 11 de abril de 2002, y en la mitad de las inspecciones no se encontró evidencia de interés criminalístico.
- En la totalidad de las experticias, el lugar donde se practicó la inspección no se encontraba preservado para la fecha en que fue realizado la experticia.
- La experta en microanálisis no pudo constatar de que las imágenes proyectadas en los videos peritados fueran originales.
- Se evacuaron videos cuya procedencia originaria se desconoce. El juez de control admitió como prueba una película de Kevin Costner, Juegos de pasión, para demostrar que Simonovis y los comisarios Vivas y Forero ordenaron disparar contra civiles.
- Ninguno de los testigos ni expertos individualizaron la responsabilidad de los acusados, y las pruebas técnicas, por el contrario, los exculpan.
- Los pistoleros Amílcar Carvajal, José Ávila Salazar y Miguel Alfredo Mora, imputados del homicidio del periodista Jorge Tortoza y por los delitos de homicidio calificado en grado de tentativa, intimidación pública y uso indebido de arma de fuego, fueron juzgados en libertad por el juez Francisco Ramón Motta a pesar de ser fugitivos por más de dos años y se les dio libertad después de estar detenidos por 48 horas. En contraste, el mismo juez negó el juzgamiento en libertad de Simonovis, los comisarios y los policías metropolitanos.
- A Amílcar Carvajal, principal sospechoso del homicidio de Tortoza y fugitivo por dos años, se le concedió una medida cautelar sustitutiva de la prisión en menos de 72 horas por el juez Motta, a pesar de haber sido fotografiado e identificado "el 11 de abril mientras accionaba su arma desde la esquina de Muñoz", reconocido por su propio abogado defensor.
- Los fiscales basaron sus argumentos en la presentación en la presentación de más de 5700 fotografías tomadas por medios de comunicación.

### Tribunal
- Excesivo tiempo de duración del juicio oral y público: 118 audiencias en el primer año, 73 audiencias en el segundo y 40 audiencias en el tercero.
- La jueza Marjorie Calderón no evitó las tácticas dilatorias empleadas por los fiscales y no limitó los medios de prueba pese a que tenía la potestad de hacerlo conforme al artículo 198 del Código Orgánico Procesal Penal.

## Partes

### Jueces
- Anabella Rodríguez, Juzgado 13 de Primera Instancia en Funciones de Control de Caracas.
- Francisco Ramón Motta, Juzgado 7 de Control.
- Marjorie Calderón Guerrero, a cargo del Tribunal Cuarto Mixto de Juicio del estado Aragua
- Maikel Moreno

### Fiscales
- Luisa Ortega Díaz
- Haifa el Aissami

### Defensa
- Bony Simonovis

## En la cultura popular
El juicio y la sentencia son incluidos en el documental de 2023, La prisión de mi padre, dirigida por Iván Simonovis Pertiñez, el hijo del comisario.